# Ahmet Arslan (Fußballspieler)
Ahmet Metin Arslan (* 30. März 1994 in Memmingen) ist ein deutsch-türkischer Fußballspieler, der bei Rot-Weiss-Essen unter Vertrag steht.

## Karriere

### Anfänge in Lübeck
Arslan wurde als Sohn türkischer Eltern in Memmingen geboren. Er begann im 1998 in Ottobeuren beim TSV Ottobeuren mit dem Fußballspielen. 2001 zog er mit seinen Eltern nach Lübeck, Schleswig-Holstein. Dort spielte Arslan in den Jugendabteilungen der kleineren Klubs 1. FC Phönix Lübeck, Lübeck 1876 und des TSV Siems, bevor er zur Saison 2011/12 in die Jugend des VfB Lübeck wechselte. Beim VfB sammelte er in der Saison 2012/13 erste Erfahrung in der zweiten Mannschaft, die zu dieser Zeit in der fünftklassigen Schleswig-Holstein-Liga antrat. Zudem kam er 2-mal in der ersten Mannschaft zum Einsatz. Nach der Insolvenz des Vereins musste die erste Mannschaft zur Saison 2013/14 in die Schleswig-Holstein-Liga absteigen. Arslan rückte fest in die neuformierte erste Mannschaft auf und erhielt einen bis zum Saisonende gültigen Vertrag. Er kam auf 29 Einsätze, in denen er 18 Tore erzielte. In der anschließenden Aufstiegsrunde zur Regionalliga Nord erzielte er in 3 Spielen 2 Tore und hatte damit großen Anteil am direkten Wiederaufstieg des VfB Lübeck.

### Beim Bundesligisten Hamburger SV
Zur Saison 2014/15 wechselte Arslan in die zweite Mannschaft (U23) des Hamburger SV. Dort konnte er sich auf Anhieb durchsetzen und erzielte in der Hinrunde in 16 Spielen 14 Tore. Aufgrund seiner Leistungen durfte Arslan einige Male mit den Profis trainieren und am Wintertrainingslager in Dubai teilnehmen. In der Rückrunde wurde Arslan in der Regionalliga Nord eingesetzt mit 19 Toren Torschützenkönig.
Zur Saison 2015/16 rückte er in den Profikader auf und wurde zum Kapitän der zweiten Mannschaft ernannt. Seither kam Arslan, der in der Vorsaison noch zumeist auf dem rechten Flügel oder im Sturmzentrum zum Einsatz gekommen war, auf Geheiß des Profitrainers Bruno Labbadia in der zweiten Mannschaft des Öfteren im zentralen Mittelfeld zum Einsatz. Zu seinem einzigen Bundesligaeinsatz kam Arslan am 28. November 2015, als er beim 3:1-Auswärtssieg des HSV im Nordderby gegen Werder Bremen kurz vor dem Spielende eingewechselt wurde.  Für die zweite Mannschaft kam Arslan auf 31 Einsätze, in denen er 13 Tore erzielte. Sein zum Saisonende auslaufender Vertrag wurde nicht verlängert.

### VfL Osnabrück
Zur Saison 2016/17 wechselte er zum Drittligisten VfL Osnabrück. Er unterschrieb einen Zweijahresvertrag.

### Rückkehr zum VfB Lübeck
Anfang August 2018 kehrte Arslan zum VfB Lübeck zurück. Er unterschrieb beim Regionalligisten einen Vertrag bis zum 30. Juni 2020. In der Saison 2018/19 erzielte Arslan unter dem Cheftrainer Rolf Martin Landerl in 31 Regionalligaeinsätzen 13 Tore und wurde viertbester Torschütze der Nordstaffel. Der VfB Lübeck wurde hinter der zweiten Mannschaft des VfL Wolfsburg Vizemeister und verpasste die Teilnahme an den Aufstiegsspielen zur 3. Liga. Im SHFV-Pokal erzielte Arslan in 3 Spielen 4 Tore, darunter den Siegtreffer beim 1:0-Sieg im Finale gegen den SC Weiche Flensburg 08, und war somit maßgeblich am Gewinn und Einzug in den DFB-Pokal beteiligt.
Auch in der Saison 2019/20 konnte Arslan seine starke Form bestätigen. Bis zur Winterpause erzielte er in 21 Regionalligaspielen 13 Tore. Für seine Leistungen im Jahr 2019 wurde Arslan zum Fußballer des Jahres in Schleswig-Holstein gewählt. Auch in den 4 Spielen nach der Winterpause agierte der Deutschtürke weiter konstant und erzielte 3 Tore, ehe die Spielzeit aufgrund der COVID-19-Pandemie im März zunächst unter- und im Mai schließlich abgebrochen wurde. Er wurde vor seinem Teamkollegen Patrick Hobsch (13 Tore) mit 16 Toren Torschützenkönig; zudem wurde der VfB Lübeck zum Meister und Aufsteiger in die 3. Liga erklärt, da die Nord-Staffel in dieser Saison den Direktaufsteiger stellte. Seinen zum Saisonende auslaufenden Vertrag verlängerte er nicht.

### Holstein Kiel
Zur Saison 2020/21 wechselte Arslan zum Zweitligisten Holstein Kiel. Er unterschrieb beim Erzrivalen des VfB Lübeck einen Vertrag mit einer Laufzeit bis zum 30. Juni 2024. Nachdem Arslan unter dem Cheftrainer Ole Werner lediglich 3-mal eingewechselt worden war, kam er in der Rückrunde häufiger zum Einsatz, zumeist im zentralen Mittelfeld. Anfang Mai 2021 zog sich der 27-Jährige am 31. Spieltag einen Kreuzbandriss im linken Knie zu. Arslan absolvierte 15 Zweitligaspiele (2-mal von Beginn), in denen er 2 Tore erzielte, und kam darüber hinaus zu 3 Einwechslungen im DFB-Pokal, darunter beim Sieg gegen den FC Bayern München in der 2. Runde und beim Halbfinalaus gegen Borussia Dortmund. Seine Mannschaft fiel am letzten Spieltag vom 2. auf den 3. Platz zurück und musste somit in der Relegation gegen den 1. FC Köln antreten. Dort verpasste man den Aufstieg in die Bundesliga. In der Saison 2021/22 gab er Anfang Februar 2022 sein Comeback in der zweiten Mannschaft, ehe er am Ende des Monats auch erstmals wieder in der 2. Bundesliga auflief. Am Saisonende standen für ihn 7 Zweitliga- (2-mal von Beginn) und 2 Regionalligaspiele (3 Tore) zu Buche.

### Über Dresden nach Magdeburg
Für die Saison 2022/23 wechselte Arslan leihweise in die 3. Liga zum Absteiger Dynamo Dresden. Markus Anfang setzte ihn in einem 4-3-3-System im zentralen Mittelfeld sein. Arslan absolvierte 36 von 38 Ligaspielen und stand dabei stets in der Startelf. Mit 25 Toren wurde er Torschützenkönig. Die Dresdner beendeten die Spielzeit auf dem 6. Platz und verpassten den direkten Aufstieg um einen Punkt.
Vor der Saison 2023/24 kehrte Arslan nicht mehr nach Kiel zurück, sondern wechselte zum Zweitligakonkurrenten 1. FC Magdeburg. Im Januar 2024 wurde er erneut an Dynamo Dresden verliehen.

### Rot-Weiss Essen
Nach seiner Ausleihe zu Dynamo Dresden kehrte Arslan nach Magdeburg zurück, hatte dort aber keine sportliche Perspektive. Der Vertrag wurde aufgelöst, Arslan wechselte im Juli 2024 und damit zur Saison 2024/25 zu Rot-Weiss Essen in die 3. Liga.

## Erfolge
- Aufstieg in die 3. Liga: 2020
- Meister der Regionalliga Nord: 2020
- SHFV-Pokal-Sieger: 2019
- Niedersachsenpokal-Sieger: 2017
- Meister der Schleswig-Holstein-Liga: 2014
- Aufstieg in die Regionalliga Nord: 2014

## Auszeichnungen
- Fußballer des Jahres in Schleswig-Holstein: 2019
- Torschützenkönig der Regionalliga Nord: 2015 (Hamburger SV II; 19 Tore), 2020 (VfB Lübeck; 16 Tore)
- Torschützenkönig der 3. Liga: 2023 (Dynamo Dresden; 25 Tore)